# 小栗有以
小栗 有以（おぐり ゆい、2001年〈平成13年〉12月26日 - ）は、日本のアイドル、タレント、ファッションモデル、女優であり、女性アイドルグループ・AKB48のメンバーである。元チーム8 東京都代表。『LARME』のレギュラーモデル。東京都出身。ゼスト所属。

## 来歴
2014年の『AKB48 Team 8 全国一斉オーディション』に東京都代表として合格し、同年4月3日に発足したチーム8のメンバーとしてお披露目される。
2016年7月から8月にかけて行われた『れなっち総選挙』で1位を獲得し、「レナッチーズ」として参加した楽曲「ハッピーエンド」ではセンターを務め、れなっち総選挙選抜メンバーによる写真集『AKB48れなっち総選挙選抜写真集 16colors』も発売された。11月16日発売のAKB48の46thシングル『ハイテンション』で初めてシングル表題曲の選抜メンバーに入った。12月20日発売の『LOVE berry』vol.5より、同誌の専属モデル（ラブモ）に起用される。また、2018年3月17日発売の33号より、女性ファッション誌『LARME』のレギュラーモデルに起用される。
2017年1月14日には、TOKYO DOME CITY HALLで自身初のソロコンサート『チーム8 小栗有以ソロコンサート「新春!チーム8祭り〜小栗有以の乱〜」』を行った。同年に実施された『AKB48 49thシングル 選抜総選挙』では51位（フューチャーガールズに選出）となり、初ランクインする。12月8日に行われた『AKB48劇場12周年特別記念公演』で発表された組閣人事においてチームA兼任となった（新チーム体制への移行は2018年4月から）。
2018年6月12日の新チームA『目撃者』初日公演で前田敦子のポジションを担当した。5月30日発売の52ndシングル『Teacher Teacher』でシングル表題曲において自身初のセンターに抜擢される。同年に実施された『AKB48 53rdシングル 世界選抜総選挙』では25位（アンダーガールズに選出）となり、ランクアップする。また、7月放送開始のテレビドラマ『マジムリ学園』では連続ドラマ初主演を務め、10月19日から28日にかけて上演された舞台版『マジムリ学園』では、岡田奈々とのダブル主演となった。インドネシア国内のポカリスエットのCMキャラクターに抜擢され、9月テレビ放送開始の『POCARI7』のCMにより、初めて日本国外のテレビCMに出演する。ウェブでの公開開始から1か月経たない10月に、CM動画のミュージックビデオ（MV）「Sweat For Your Dream」の再生回数が1000万回を突破した。
2019年12月31日の『第70回NHK紅白歌合戦』では、センターポジションを務めた。
2020年1月26日には、TOKYO DOME CITY HALLで自身2回目のソロコンサート『AKB48小栗有以ソロコンサート〜YUIYUI TOKYO〜』を開催した。2月22日、渋谷ストリームで開催された『2020 AKB48新ユニット！新体感ライブ祭り♪』初日公演で美少女5人組ユニット「IxR」（アイル）のメンバーとしてパフォーマンスを披露。同年3月、高等学校を卒業した。
2021年1月18日、SKE48の運営会社の「ゼスト」に所属することが発表された。11月5日、1st写真集『君と出逢った日から』が翌2022年1月18日に発売されることが公表された。11月21日・22日に開催された『東京ネイルエキスポ ONLINE 2021』において「ネイルクイーン 2021」に選出された。
2021年12月8日に開催された『AKB48劇場16周年特別記念公演』において組閣発表が行われ、チームA兼任からチームB兼任に変更になることが発表された。
2022年1月10日、神田明神で開催されたAKB48の新成人メンバーによる成人式に出席した。
同年1月28日発表の「オリコン週間BOOKランキング」で1月18日発売の1st写真集『君と出逢った日から』が週間1万6000部を売り上げて2位となり、同ランキングのジャンル別「写真集」では1位となった。
2022年10月5日よりTBS『ラヴィット!』10 - 12月の「ラヴィット!ファミリー」水曜担当として出演。
2023年4月末でのチーム8の活動休止に伴い、5月1日よりチームB専任のメンバーとなった。
同年9月27日に発売される62ndシングル『アイドルなんかじゃなかったら』で、『Teacher Teacher』（2018年5月発売）以来、5年ぶり2度目のシングル表題曲のセンターを務める。
同年の『夢叶えるプロジェクト』で映画単独初主演。
2025年3月2日に開催された東京マラソン2025でフルマラソンに初挑戦し、5時間30分46秒（ネットタイムは5時間25分28秒）のタイムで完走した。

## 人物
愛称は、ゆいゆい。左利きである。
ブランコに乗るのが好きで、中学校1年生の時になくなってしまった近所の公園にいつも学校帰りに立ち寄って、ブランコに乗って友達と話をしていた。中学生の頃まではサンタクロースの存在を信じていて、中学校2年生の時に母親がクリスマスプレゼントを用意していたことに気付き、それまで気を遣って6つ上の兄と3つ上の姉が自分たちも信じているふりをしてくれていたことにも気付いた。
「小さい頃からカントリーマアムが大好き」で、AKB48のチーム8のメンバーとして各都道府県に行って色々な味があることを知り、「各地のカントリーマアムを集めるのに、はまってしまいました」と2019年7月の「カントリーマアム35周年誕生祭」イベントで明かした。カントリーマアムのほかに好きな食べ物は、寿司、肉、パンケーキ、果物、卵焼き。
趣味はカメラで写真を撮ること、食べ物の栄養を調べること。
新型コロナウイルスの感染拡大による2020年の自粛期間にウクレレを習得した。
出演ドラマに関するインタビューで、自分の夢を叶える秘訣についてという質問に、「自分のゴールを決めすぎずに何事にも挑戦すること」、「自分に自信がある人はすごくキラキラしているし素敵なオーラを感じるので、とにかく楽しんで目標があれば努力して自分に自信をつけることが大事だと思います」と答えている。また、「たくさんの作品に出演して、いろんな役を演じることができる俳優が素敵で魅力的に感じる。ナチュラルな、自然な演技をできる人になりたい」と言い、憧れの女優としてAKB48の先輩の川栄李奈の名前を挙げている。
2025年7月、人生で初めて髪色を変えて黒髪を茶色に染めた。

### AKB48
キャッチフレーズは、「みーんなのハートを（とっちゃう、とっちゃう） 東京から来ました“ゆいゆい”こと小栗有以です」。AKB48内で独自に動くチーム8では人気メンバーであり、「2万年に1人の美少女」の異名を持つ。
チーム8のオーディションを受けたきっかけは、AKB48を好きな友達に誘われたことだったが、実際に応募したのは小栗だけだった。
小学3年生の時に、友達の親が作ってくれた衣装を着て友達と「ヘビーローテーション」を歌うなど、地区会館でミニコンサートをやっていた。
2016年に入り、ソロ活動やAKB48選抜メンバーとしての活動も増えたが、「チーム8」を背負っていることを意識して撮影や収録に臨んでいるという。
2017年1月開催のソロコンサート「小栗有以の乱」については、シングル表題曲初選抜となった「ハイテンション」のMV撮影時に親しくなった指原莉乃から「何か困ったことがあったら相談して」と言われていたこともあり、不安になって指原に相談してセットリスト作りを助けてもらった。また、指原に「どうすればそんなに煽りが上手くなれますか？」と聞いたら「“ゆいゆいらしく”が一番だよ」とアドバイスされ、「私は私らしくいよう！と、自分の言葉で気持ちを伝えることを意識するように」なったという。
目標、憧れている人は渡辺麻友である。2017年10月31日に行われた渡辺麻友の卒業コンサートで、渡辺から王道アイドルの後継者に指名された。アイドルでいる上で何が必要か渡辺に尋ねたことがあり、「自分を持つこと」「自分を守るのは自分しかいないから」「自分の信じた道を真っ直ぐ行くこと」だという答えが返ってきて、2018年は「自分の信じた道を真っ直ぐに行く」を意識していきたいと、雑誌のインタビューで語っている。
1st写真集出版の取材インタビューでは「ちょっと背伸びした大人っぽい私も見せたい。ファンの方にドキッとしてほしい」という思いが込められており、「お風呂のカットは本当にちょっとのぼせているのでぜひ見てほしいし、すっぴんはメンバーにも家族にもほとんど見せたことがないので貴重です(笑)」と述べている。また、「王道とか、正統派アイドルとか言っていただけるのがうれしい。麻友さんようにAKB48として、アイドルとして、まっすぐ進んできたつもりなので」、「これからも麻友さんのように真面目にAKB48を愛して、しっかり守っていきたい」とも述べている。
小栗がAKB48に浸透してゆくきっかけとして、自らがプロデュースする「青春はまだ終わらない」公演のメンバーに選んでくれた岩本輝雄はもちろんだが、れなっち総選挙でセンターに選んでくれた加藤玲奈には、すごく感謝している。
2023年12月8日、AKB48劇場で行われた「18周年特別記念公演」において、2023年の1年間で最も活躍したメンバーらをメンバー間の投票で選ぶ「AKB48 Award Member of the Year」が開催され、小栗がMVPを受賞した。

## AKB48での参加楽曲

### シングル選抜楽曲
- 『心のプラカード』に収録
  - 47の素敵な街へ - 「Team 8」名義
- 『希望的リフレイン』に収録
  - 制服の羽根 - 「Team 8」名義
- 『Green Flash』に収録
  - 挨拶から始めよう - 「Team 8」名義
- 『唇にBe My Baby』に収録
  - あまのじゃくバッタ - 「Team 8」名義
- 『翼はいらない』に収録
  - 夢へのルート - 「Team 8」名義
- ハイテンション
  - ハッピーエンド - 「レナッチーズ」名義
  - 星空を君に - 「Team 8 EAST」名義
- シュートサイン
  - アクシデント中 - 「AKB48 U-19選抜」名義
  - 誰のことを一番 愛してる? - 「坂道AKB」名義
- 願いごとの持ち腐れ
  - 前触れ
- 『#好きなんだ』に収録
  - 自分たちの恋に限って - 「フューチャーガールズ」名義
- 11月のアンクレット
  - 生きることに熱狂を! - 「Team 8」名義
  - 法定速度と優越感 - 「U-17選抜」名義
- ジャーバージャ
  - Position - 「AKB48若手選抜」名義
  - 国境のない時代 - 「坂道AKB」名義
- Teacher Teacher
  - ロマンティック準備中 - 「Team A」名義
  - 蜂の巣ダンス - 「Team 8」名義
- 『センチメンタルトレイン』に収録
  - サンダルじゃできない恋 - 「アンダーガールズ」名義
  - 百合を咲かせるか?
- NO WAY MAN
  - 夢へのプロセス - 「AiKaBu選抜」名義
- ジワるDAYS
  - 初恋ドア - 「坂道AKB」名義
  - 必然性 - 「IZ4648」名義
- サステナブル
  - 好きだ 好きだ 好きだ - 「Team 8」名義
- 失恋、ありがとう
  - ジタバタ - 「Team 8」名義
  - 愛する人
- 根も葉もRumor
  - 離れていても
  - 西高東低 - 「Team 8」名義
- 元カレです
  - ヤラカソウ - 「Team B」名義
- 久しぶりのリップグロス
  - Sugar night - 「SHOWROOM選抜」名義
  - わがままメタバース - 「AKB48 SURREAL」名義、「YUIYUI」として参加
- どうしても君が好きだ
  - サヨナラじゃない - 「Team 8」名義
  - Wonderland - 「AKB48 SURREAL」名義
- アイドルなんかじゃなかったら
  - 全力反抗期 - 「ガールズドライブ」名義
- カラコンウインク
- 恋 詰んじゃった
- まさかのConfession
  - 桜の花びらたち 2025
- Oh my pumpkin!

### アルバム選抜楽曲
『ここがロドスだ、ここで跳べ!』に収録
- へなちょこサポート - 「Team 8」名義

『0と1の間』に収録
- 一生の間に何人と出逢えるのだろう - 「Team 8」名義

『サムネイル』に収録
- ランナーズハイ

『僕たちは、あの日の夜明けを知っている』に収録
- ごめんね、好きになっちゃって…

『なんてったってAKB48』に収録
- チェリーブラッサム - （松田聖子のカバー）
- なんてったってアイドル - （小泉今日子のカバー）
- LOVEマシーン - （モーニング娘。のカバー）

### 配信限定楽曲
- 近いのに離れてる
- 恋人いない選手権
- Oh my pumpkin!（AKB48 members ver.）

### 劇場公演ユニット曲
チーム8「PARTYが始まるよ」公演
- クラスメイト

チーム8「会いたかった」公演
- 涙の湘南
- 恋のPLAN
- 背中から抱きしめて
- リオの革命

岩本輝雄「青春はまだ終わらない」公演
- 青空カフェ[67]

岡部チームA「目撃者」公演
- 炎上路線[20]

「僕の夏が始まる」公演
- さっきまではアイスティー[68]

「ここからだ」公演
- Lollipop

## 作品

### 映像作品
- AKB48 Team 8 SOLO CONCERT 新春!チーム8祭り 小栗有以の乱／倉野尾成美の乱／坂口渚沙の乱（2017年8月8日、AKS、AKB-D2356/7）

## コンサート
- チーム8 小栗有以ソロコンサート「新春!チーム8祭り〜小栗有以の乱〜」（2017年1月14日、TOKYO DOME CITY HALL）[15]
- AKB48小栗有以ソロコンサート〜YUIYUI TOKYO〜（2020年1月26日、TOKYO DOME CITY HALL）[32][69]

## 出演

### テレビドラマ
- 劇場霊からの招待状 第6話「廃墟」（2015年11月7日、TBS） - 主演・岸本舞 役[70][71]
- マジムリ学園（2018年7月26日 - 9月27日、日本テレビ） - 主演・清水小百合（リリィー） 役[25][72]
- 恋に無駄口（2022年4月17日 - 6月19日、朝日放送テレビ） - ヒロイン・叶依麻 役[73][74]
- 教祖のムスメ 第1話（2022年6月2日、毎日放送、テレビ神奈川で先行放送） - 黒沢美優 役[75]
- ADオグリの事件簿〜草津温泉ミステリー〜（2022年6月26日、テレビ東京） - 主演・ADオグリ 役[76][77][78]
- パパとムスメの7日間（2022年7月27日 - 9月14日、TBS） - 中山律子 役[54][79]
- 3年VR組（2023年3月27日、関西テレビ） - 咲 役[80]
- 素晴らしき哉、先生!（2024年8月18日 - 10月6日、朝日放送テレビ） - 小湊茉麻 役[81][82]
- ローカルアナのさがしもの（2024年11月16日 - 30日、山梨放送） - 渡辺美波 役[83][84]

### バラエティ
- チーム8のあんた、ひとりロケ!先生教えて!小栗旅!（2018年8月25日、テレ朝チャンネル1）[注 1][85][86]
- ラヴィット!（2022年10月5日 - 12月21日、TBS） - ラヴィット!水曜日ファミリー[42]
- あざとくて何が悪いの? あざと連ドラ「あざといは恋愛対象外?」（2024年11月8日 - 12月20日、テレビ朝日） - 主演・三吉なぎさ 役[87]

### その他のテレビ番組
- THE名門校 日本全国すごい学校名鑑（2021年4月5日 - 、BSテレ東） - ナレーション[88]
- めざましテレビ（2021年4月6日 - 2025年3月28日、フジテレビ） - イマドキガール[89][90]
- ライオンのミライ☆モンスター（2023年4月2日 - 2025年3月30日、 フジテレビ） - MC[91]
- 今年食べたいラーメンはコレだ！最強ラーメン2025（2025年1月26日、テレビ大阪）[92]
- 岡田圭右&小栗有以 発見!シン★神戸ツアー（2025年4月26日、テレビ大阪）[93]

### 映画
- 未成仏百物語〜AKB48 異界への灯火寺〜「お泊まり」（2021年9月10日公開、キグー） - 吉見早苗 役[94][95]
- ガールズドライブ（2023年11月10日公開、キグー） - 主演・南小春 役[注 2][96]
- 夢叶えるプロジェクト（2023年12月8日 - 10日、モバコン） - 主演・清水加奈 役[46][97]
- 2025年7月5日午前4時18分[注 3]（2025年6月27日公開、S・D・P） - 主演・原ハルカ 役[98][99]

### ラジオ
- リッスン? 2-3（2017年10月度、文化放送）
- AKB48 Team 8 今夜は帰らない…（2019年4月22日 - 2022年9月26日、CBCラジオ） - 東軍軍師[100]
- アッパレやってまーす!火曜日（2020年4月7日 - 、毎日放送） - レギュラー[101]
- 柱NIGHT! with AKB48（2024年4月28日 - 、bayfm） - 毎月第4日曜日・メインDJ[102][103]
  - 月1コーナーレギュラー「ゆいゆいワールド☆」（2020年4月12日 - 2024年3月10日）[102]
- 小栗有以を、放置しました（2022年6月13日、NBCラジオ） - NBC創立70周年記念特別企画 AKB48×NBCラジオ3時間スペシャル[104]
- 小栗有以・坂口渚沙・小林蘭の…ひろゆきをビビらせたい（2022年6月13日、NBCラジオ） - NBC創立70周年記念特別企画 AKB48×NBCラジオ3時間スペシャル[104]

### 舞台
- 舞台版「マジムリ学園」（2018年10月19日 - 28日、日本青年館ホール） - 主演・リリィー 役（岡田奈々とダブル主演）[26][27]
- Bee School（2019年9月4日 - 13日、品川プリンスホテル クラブeX） - ポタ 役[105][106]
- 博多座開場20周年記念公演「仁義なき戦い〜彼女（おんな）たちの死闘編〜」（2019年11月9日 - 14日、博多座） - 新開宇市 役[107]
- 舞台「マジムリ学園 蕾-RAI-」（2021年3月27日 - 4月4日、天王洲 銀河劇場） - 主演・リリィー 役[108][109]
- マーダーミステリーシアター「裏切りの晩餐」（2021年12月15日、ネット配信） - 村島あい 役[110]
- 舞台「いわかける！ -Sport Climbing Girls-」（2022年2月18日、サンシャイン劇場） - 藤村あすか 役[111]
- AKB48 Team 8「KISS 8」（キス バイ エイト）-8th Anniversary Special Performance-（2022年5月13日 - 22日、天王洲 銀河劇場） [112][113]
- 舞台「オッドタクシー 金鋼石は傷つかない」（2023年1月25日 - 31日、東京：大手町三井ホール / 2月4日・5日、大阪：COOL JAPAN PARK OSAKA） - 二階堂ルイ 役[114][115][注 4]
- AOI Pro.コント公演「混頓 vol.5」（2024年11月15日 - 17日、TOKYO FMホール）[117]
- VISIONARY READING「三島由紀夫レター教室」（2025年10月10日〈予定〉、紀伊國屋ホール） - 空ミツ子 役[118]

### インターネットテレビ
- キレイを磨く！エクストリームBeauty（2018年10月1日 - 2019年3月25日 、DHCテレビ） - 月曜レギュラー[119]
- DHC渋谷スタジオ製作委員会（2019年5月1日 - 2019年6月28日、DHCテレビ）[120][121]
- #渋谷オルガン坂生徒会（2019年9月18日 - 2022年10月29日、DHCテレビ） - レギュラー[122][123]
- ドラマ「グッドモーニング、眠れる獅子2」（2023年4月12日、Lemino・ひかりTV） - ヒロイン・柚木朱音 役[124][125]

### ミュージック・ビデオ
- Pocari7「Sweat For Your Dream」（2018年）[注 5][126][127]

### ファッションショー
- GirlsAward
  - GirlsAward 2018 AUTUMN/WINTER（2018年9月16日、幕張メッセ 1 - 3ホール） - モデル[128]
  - Rakuten GirlsAward 2019 SPRING/SUMMER（2019年5月18日、幕張メッセ 9 - 11ホール） - モデル[129][130]
  - Rakuten GirlsAward 2022 SPRING/SUMMER（2022年5月14日、幕張メッセ） - モデル[131]
  - Rakuten GirlsAward 2023 SPRING/SUMMER（2023年5月4日、国立代々木競技場第一体育館） - モデル[132]
  - Rakuten GirlsAward 2023  AUTUMN/WINTER（2023年9月30日、幕張メッセ） - モデル[133]
  - Rakuten GirlsAward 2024 SPRING/SUMMER（2024年5月3日、国立代々木競技場第一体育館） - モデル[134][135]
  - Rakuten GirlsAward 2024  AUTUMN/WINTER（2024年10月19日、幕張メッセ） - モデル[136]
  - Rakuten GirlsAward 2025 SPRING/SUMMER（2025年5月3日、国立代々木競技場第一体育館） - モデル[137]
- EXIA Presents KANSAI COLLECTION 2022 SPRING&SUMMER（2022年3月5日、京セラドーム大阪） - ゲスト[138][139]

### CM
- ポカリスエット「POCARI7」（2018年9月9日からネット先行配信・9月13日からインドネシア国内でテレビオンエア・2か月間、アメルタインダ大塚）[28][140][141]
- ミツカン「カンタン酢・カンタン酢トマト」WebCM（2025年）[142][143]

### 広告
- dazzlin（2023年12月8日 - ）- モデル[144][145]
- コーセー 「メイク キープ ミスト EX」（2023年12月21日 - ） - PRムービー出演[146]
- オリーブスパ（OLIVE SPA）（2024年3月25日 - ） - 広告モデル[147]

### イベント
- 一日警察署長
  - 警視庁本所警察署 交通安全キャンペーン（2015年5月10日、東京都墨田区）[148]
  - 警視庁中央警察署 交通安全キャンペーン（2016年9月19日、東京都中央区）[149]
  - 警視庁渋谷警察署（2023年9月20日、東京都渋谷区）[150]
  - 警視庁万世橋警察署（2024年10月10日、東京都千代田区）[151]
- カントリーマアム35周年誕生祭（2019年7月25日、お台場ヴィーナスフォート教会広場） - ファン代表[50][51][152]
- 17LIVE リブランディング方針に関する発表会（2021年9月10日） - ゲスト[153]
- 『ミスいちごIDOL2022』オーディション最終選考会（2021年10月20日） - 特別審査員[154]
- 超十代 -ULTRA TEENS FES- 2024@TOKYO（2024年3月28日、渋谷ヒカリエホール）[155]
- パピコ なめらかカラオケ大会2024（2024年8月5日、東京都内）[156][157]

### イメージキャラクター
- TOKYO MX モーニングCROSS 高校野球公式応援キャラクター（2016年）[158]

### オーディオドラマ
- "自称"超能力少女・三船ユリ 第6話（2022年） - 夏目アイ 役[159]

## 書籍・新聞

### 写真集
- AKB48れなっち総選挙選抜写真集 16colors（2017年1月31日、徳間書店）[160][161]
- 1st写真集「君と出逢った日から」（2022年1月23日、小学館）[36][162][163]

### 雑誌連載
- LOVE berry（2016年12月20日 - 、徳間書店） - 専属モデル（ラブモ）[注 6]
- LARME（2018年3月17日 - 、徳間書店） - レギュラーモデル[165]

### 新聞連載
- 読売中高生新聞（2019年4月5日 - 、読売新聞社） - コラム「Yroom」（月1回）を連載[166]

### カレンダー
- 小栗有以 2024.04-2025.03 カレンダー 壁掛け型・卓上型（2024年3月29日）[167][168]
- 小栗有以 2025.04-2026.03 カレンダー 壁掛け型・卓上型（2025年3月14日）[169]

### 関連書籍
- フォトエッセイ「好きな人が幸せでありますように」（2025年4月1日、KADOKAWA、著者：カフカ） - イメージモデル[170]